# Département Corrèze
Das Département de la Corrèze [kɔˈʀɛ(ː)z] (okzitanisch Corresa) ist das französische Département mit der Ordnungsnummer 19. Es liegt in der Region Nouvelle-Aquitaine im Zentrum des Landes und ist nach dem Fluss Corrèze benannt.

## Geographie
Das Département Corrèze grenzt im Nordwesten an das Département Haute-Vienne, im Norden an das Département Creuse, im Nordosten an das Département Puy-de-Dôme, im Südosten an das Département Cantal, im Süden an das Département Lot und im Westen an das Département Dordogne.
Das Département liegt im Nordwesten des Zentralmassivs. Der Nordosten des Départements ist Teil des Plateau de Millevaches mit dem Mont Bessou als höchstgelegenem Punkt des Limousin. Im Plateau de Millevaches entspringt auch die namensgebende Corrèze, die das Département in südwestlicher Richtung durchfließt und bei der im Südwesten gelegenen Hauptstadt Brive-la-Gaillarde als linker Nebenfluss in die Vézère mündet. Bedeutendster Fluss ist die Dordogne, die einen Teil der Ostgrenze zu den Départements Puy-de-Dôme und Cantal bildet und das Département Corrèze anschließend im Südosten durchschneidet.

## Geschichte
Das Département wurde am 4. März 1790 aus einem Teil der Provinz Limousin gebildet. Es gehörte auch von 1960 bis 2015 der Region Limousin an, die 2016 in der Region Nouvelle Aquitaine aufging.

## Wappen
Beschreibung: Das Wappen ist geviert.
- Feld eins in Gold zwei laufende rote Löwen
- Feld zwei ist rot-gold geschacht
- Feld drei in Rot vier goldene Schrägrechtsbalken
- Feld vier in Gold drei (2,1) rotbewehrte und ebenso gezungte blaue Löwen

Symbolik: Löwe = Aquitanien

## Städte
Die bevölkerungsreichsten Gemeinden des Départements Corrèze sind:
| Stadt              | Einwohner (2022) | Arrondissement     |
| ------------------ | ---------------- | ------------------ |
| Brive-la-Gaillarde | 46.769           | Brive-la-Gaillarde |
| Tulle              | 13.602           | Tulle              |
| Ussel              | 9.174            | Ussel              |
| Malemort           | 8.036            | Brive-la-Gaillarde |

## Verwaltungsgliederung

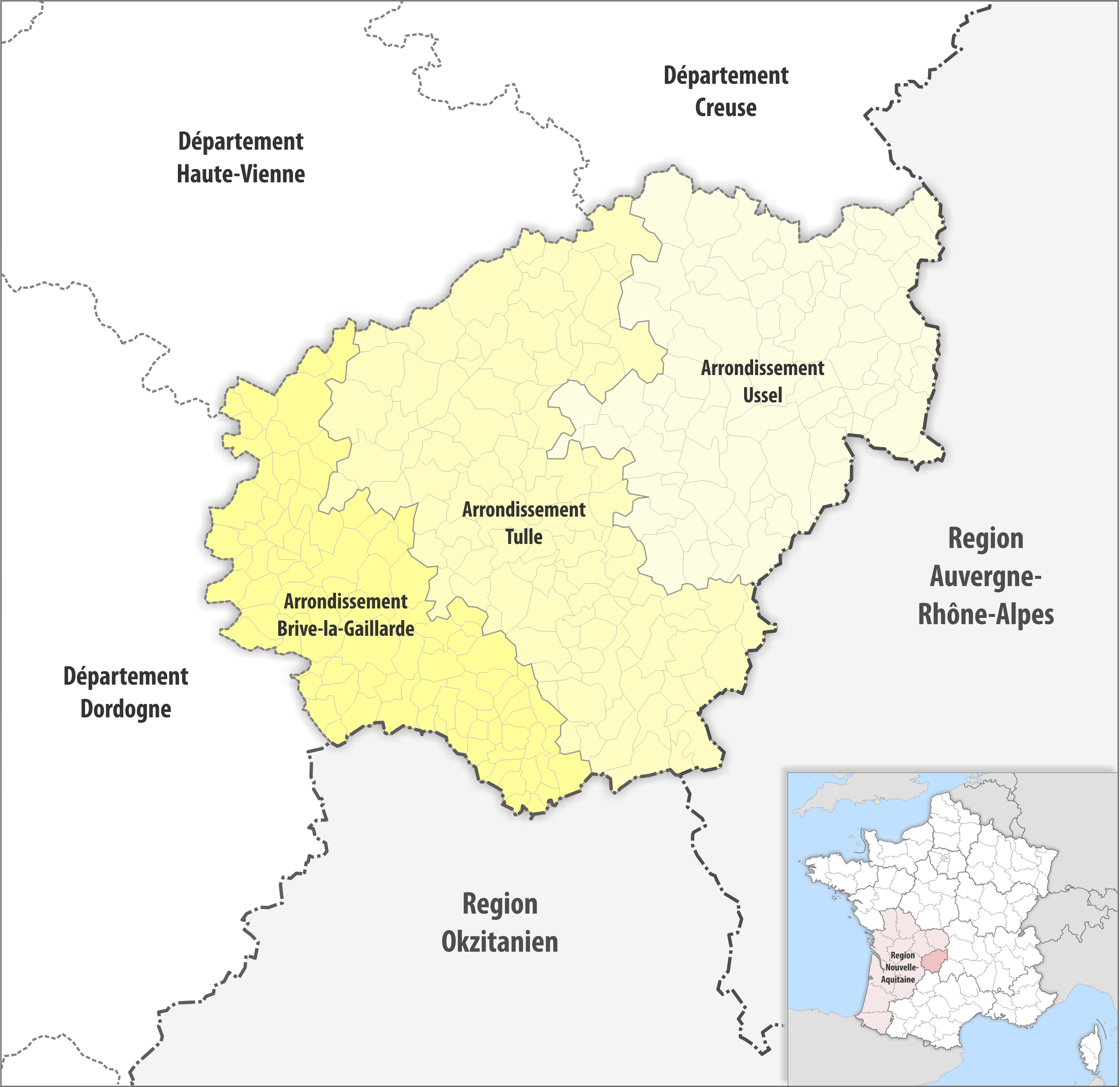
Gemeinden und Arrondissemente im Département Corrèze

Das Département Corrèze gliedert sich in 3 Arrondissements 19 Wahlkreise und 277 Gemeinden:
| Arrondissement      | Kantone | Gemeinden | Einwohner 1. Januar 2022 | Fläche km² | Dichte Einw./km² | Code INSEE |
| ------------------- | ------- | --------- | ------------------------ | ---------- | ---------------- | ---------- |
| Brive-la-Gaillarde  |         | 94        | 129.574                  | 1.438,07   | 90               | 191        |
| Tulle               |         | 105       | 70.310                   | 2.427,85   | 29               | 192        |
| Ussel               |         | 78        | 40.236                   | 1.990,91   | 20               | 193        |
| Département Corrèze | 19      | 277       | 240.120                  | 5.856,83   | 41               | 19         |

Siehe auch:
- Liste der Gemeinden im Département Corrèze
- Liste der Kantone im Département Corrèze
- Liste der Gemeindeverbände im Département Corrèze

## Industrie und Wirtschaft
Fast die Hälfte des Départements ist von Wald bedeckt. Es ist damit eines der waldreichsten in Frankreich, was auch Auswirkungen auf die Erwerbstätigkeit hat: Waldarbeit und Sägewerke spielen im Wirtschaftsleben eine wichtige Rolle. Auch die Rinderzucht ist nach wie vor bedeutend. In Verbindung mit der Viehzucht sind 2/3 der landwirtschaftlich genutzten Fläche immer noch Grasland und auf 3/4 des Ackerlandes werden Futterpflanzen angebaut. Im Süden des Départements ist ein Rückgang des Getreide-, Wein- und Tabakanbaus zugunsten von Beerenobst, Gemüse- und Obstanbau (Pflaumen-, Birnen-, Apfelbäume) zu verzeichnen.
Etwas mehr als ein Viertel der Erwerbstätigen ist im Industriesektor beschäftigt. Die Industrie konzentriert sich vor allem auf den westlichen Teil des Départements und entlang der Route nationale 89 bzw. Autoroute A 89 sowie auf einige abgelegene Zentren wie Argentat-sur-Dordogne (Holzverarbeitende Industrie), Uzerche (Verpackungsindustrie), Bort-les-Orgues (Lederverarbeitung). In der Zwischenkriegszeit siedelten sich strategisch wichtige Rüstungsunternehmen in der Region an, später auch High-Tech- und Telekommunikationsunternehmen in den neuen Gewerbegebieten. Drei Branchen dominieren: Maschinenbau, Lebensmittel- und Holzindustrie. Die Départements Corrèze, Lot und Aveyron bilden das „Mecanic Vallée“. Die Corrèze ist das führende Département der Agrar- und Ernährungswirtschaft im Limousin. Die Staudämme des oberen Dordogne-Beckens liefern die Hälfte des Wasserkraftstroms aus dem westlichen Zentralmassiv, der nach Paris und Westfrankreich exportiert wird.